# Gehmen
Gehmen ist ein Ort im Landkreis Wittenberg in Sachsen-Anhalt. 1973 wurde der bis dahin eigenständige Ort im Rahmen einer Eingemeindung zu einem Ortsteil von Axien. Seit dem 1. Januar 2011 gehört Axien mit Gehmen als Ortsteil zur Stadt Annaburg.

## Geografie
Der Ort liegt ca. 35 km südöstlich von Wittenberg und ca. 20 km nördlich von Torgau in der Elbaue am Kleindröbener Riß, einem alten Elbarm. Der heutige Flusslauf der Elbe befindet sich in etwa zwei Kilometer Entfernung westlich des Ortes.

## Geschichte
Gehmen wird im Jahr 1339 erstmals unter dem Namen Jemen urkundlich erwähnt.

## Sehenswürdigkeiten
Die Kirche des Ortes mit Fachwerk im Westgiebel und dem Turmaufsatz stammt aus dem frühen 18. Jahrhundert. Für das Jahr 1853 ist der Neubau einer Orgel dokumentiert. Zwischen 1856 und 1858 wurde der Kirchturm erhöht.

## Wirtschaft und Infrastruktur

### Verkehrsanbindung
Durch den Ort führt die L114. Westlich des Ortes, am gegenüberliegenden linken Elbufer verläuft die B 182 die mit den Elbfähren in Prettin und Mauken erreicht wird.